# Джабраилов, Мохамед-Эми Саид-Эмиевич
Мохамед (Магомед)-Эми Саид-Эмиевич Джабраилов (24 марта 1993, Альютово, Пронский район, Рязанская область, Россия) — российский и французский футболист, полузащитник.

## Карьера
Воспитанник «Ниццы». Карьеру начал в 2011 году в испанском «Эспаньоле». 18 мая 2012 года в товарищеском матче против «Аль-Ахли» вышел на поле на 39-й минуте. 13 декабря 2013 года Джабраилов подписал контракт с «Марбелья», выступавшей в «Сегунде Б». Дебютировал за «Марбелью» в матче против «Эспаньолы Алькианы», выйдя на 77-й минуте встречи.
В феврале 2015 года Джабраилов перешёл в литовский «Стумбрас». Дебютировал за литовский клуб в матче 3-го тура «А Лиги» Литвы со «Спирисом», выйдя на замену вместо Вилюса Арманавичюса на 71-й минуте.
6 августа 2016 года стал игроком грозненского «Терека». Дебютировал в игре за молодёжную команду против ЦСКА (0:3).
2018 год провёл в команде чемпионата Литвы «Йонава». На Кубке ФНЛ 2019 провёл по две игры за «Тамбов» и «Факел», с воронежским клубом подписал контракт до конца сезона.